# Sociedad nacional de horticultura de Francia
La Sociedad nacional de horticultura de Francia ( en francés : Société nationale d'horticulture de France), abreviado con el acrónimo SNHF), es una asociación francesa (según la ley de 1901) de interés público, creada el 11 de junio de 1827, que incluye secciones temáticas especializadas en horticultura que organizan conferencias, viajes temáticos y visitas a jardines, de intercambios de plantas, ayudas y manifestaciones hortícolas. Tiene su sede en el n.º 84, rue de Grenelle, en el 7e arrondissement de Paris.

## Historia
La sociedad fue creada el 11 de junio de 1827 bajo el impulso del Vizconde Héricart de Thury, por apasionados de la horticultura que deseaban intercambiar sus experiencias, compartir sus éxitos y aclimatar especies exóticas. En el 1835, llegó a ser la Société Royale d’Horticulture.
En 1841, se forma una segunda sociedad, esencialmente compuesta de expertos, que se desarrolló rápidamente la Société Nationale d’Horticulture de la Seine.
Colocada bajo la Presidencia del Duque de Morny, las dos sociedades se fusionaron en 1854 y tomaron el nombre de Sociedad Imperial Central de Horticultura la cual instaló su sede en 84 rue de grenelle en 1860 y se convierte en la "Sociedad Nacional de Horticultura de Francia" en 1885. 
La SNHF existe aún hoy en día y está más activa que nunca. En 2008, celebra sus 153 años de asociación reconocida de servicio público. 

## Estatutos
Es una asociación según la ley 1901 de Francia, reconocida de servicio público por el decreto del 11 de agosto de 1855. Tuvo Presidentes prestigiosos como Héricart de Thury, el duque de Morny, el químico Payen… Entre sus miembros famosos: el pintor Louise Abbéma, el pintor Vavin. 

## Exposiciones
La premira exposición de cuadros Les Iris de Van Gogh tuvo lugar en sus locales en 1889.
Toulouse-Lautrec también ha expuesto dentro de sus muros. El SNHF disponía en efecto de una sala, la Sala de la Horticultura, dónde organizaba exposiciones. Sigue alquilando esta sala. 

## Premios
Volvió a poner un premio de tesis en 2005 sobre las "Interacciones entre arquitectura, funcionamiento foliar y factores climáticos. Comparación de 4 variedades de manzanos" 

## Misiones
Sus misiones son: contribuir a la promoción de la horticultura y del arte de la jardinería así como a la valorización de las acciones en favor de la conservación y la protección del patrimonio hortícola. 
Estas misiones lo conducen a participar, tanto en Francia como en el extranjero, para la transmisión de un mejor conocimiento de la horticultura y de la biodiversidad, en particular, a través de las acciones de sus secciones. Las que especializan con objetivos técnicos, científicos o culturales. 
Incluye a un consejo científico con la misión de reunir, sobre temas de actualidad, a los distintos protagonistas de la horticultura. Organiza un día cada año en el que permite presentar la evolución de los conocimientos y técnicas. 

## Objetivos y medios
La asociación quiere ser un vínculo de unión entre aficionados y profesionales. Dispone de una fuerte presencia regional por medio de su Comité Federalista que representa a las asociaciones y a las sociedades adherentes. Esta es la reunión de jardineros apasionados y profesionales que quieren participar juntos en la revalorización de todo el sector hortícola. 

## Centro de documentación
Creado desde la fundación de la Sociedad, el centro de documentación contaba en el año 2009 con 10.234 documentos incluidas 7.378 obras. Algunos son muy antiguos (a partir de 1541). La Biblioteca de la SNHF posee también 1.102 títulos de publicaciones periódicas y de 2.492 catálogos de horticultores y de viveristas. Este fondo documental cubre todos los aspectos del vegetal: botánica, historia, técnica cultural, comercialización, adaptación paisajista, arte floral, Bellas Artes. Está abierto al público y su catálogo es consultable en Internet : https://web.archive.org/web/20100821012324/http://hortalia.snhf.org/modules/sdwportal/
La Biblioteca de la SNHF tiene también una de las últimas colecciones de frutas moldeadas del siglo XIX. 
La SNHF publica así mismo una revista : Jardins de France 100 % plantas y jardines que quiere ser boletín de conexión de los miembros de la asociación.

## Secciones nacionales especializadas
La SNHF incluye actualmente 12 secciones nacionales especializadas que permiten a los apasionados y especialistas de reunirse para profundizar en sus conocimientos sobre los temas siguientes : 
- Árboles y arbustos ornamentales
- Artes de los jardines
- Arte floral
- Bellas Artes
- Cactus y Suculentas
- Camelias
- Dalias
- Fuchsia y Pelargonium
- Jardines de viveros y frutales
- Orchidaceae y Plantas de interior
- Plantas vivaces
- Rosas

## Sociedades adheridas
La SNHF reúne en efecto a numerosos miembros y federa en paralelo a más de a 220 sociedades de horticultura y asociaciones de todaFrancia. 